# Рабочая партия Венгрии 2006 — Европейские левые
Рабочая партия Венгрии 2006 — Европейские левые (венг. Magyarországi Munkáspárt 2006 — Európai Baloldal — Európai Baloldal) — марксистская политическая партия в Венгрии, образовавшаяся в 2006 году как еврокоммунистический откол от Венгерской коммунистической рабочей партии. Чтобы отличаться от ВКРП Дьюлы Тюрмера, приняла название Рабочая партия Венгрии 2006 (Magyarországi Munkáspárt 2006). Названное в честь Михая Танчича молодёжное крыло партии в 2019 году откололось и присоединилось к близкой идеологически партии, получившей новое название «Танчич — Радикальная левая партия».

## История

### Создание
В 2005 году к XXI съезду ВКРП (она ведёт нумерацию от предшествовавших компартий) из партии были исключены несколько фигур из руководства, включая члена президиума Яноша Фратаноло и заместителя председателя Аттилу Вайнаи. В 2006 году за ними последовала приблизительно треть членов ВКРП, создавших Рабочую партию Венгрии 2006.
В этом же году она участвовала в парламентских выборах, но собрала всего 0,026 % голосов. Впрочем, на местных выборах всё того же 2006 года её представители смогли попасть в местные советы таких городов, как Ходмезёвашархей и Батоньтеренье, а выдвигавшаяся от неё Тот Андрашне была избрана мэром городка Эгерчехи, который возглавляла до 2014 года.

### Международные связи
Новая партия теснее, чем ортодоксально-сталинистская ВКРП, сотрудничала с профсоюзами и была вовлечена в международное левое и альтерглобалистское (АТТАК-Венгрия) движение. ВКРП покинула ряды Партии европейских левых, и РПВ 2006 была принята в это европейское объединение после встречи в Женеве в октябре 2009 года.

### Обжалование запрета красной звезды
Именно Рабочая партия Венгрии 2006 обжаловала введённый венгерскими властями ещё в 1993 году запрет на коммунистическую символику, а именно на красную пятиконечную звезду — в конечном итоге, в 2008 году Европейский суд по правам человека удовлетворил иск РПВ 2006, поданный Аттилой Вайнаи, который ранее был подвергнут преследованию в Венгрии за ношение звёздочки на лацкане пиджака во время манифестации в 2003 году. Когда на Первомай 2013 года Рабочая партия Венгрии 2006 использовала флаги с красной звездой, на демонстрацию напали ультраправые.

### Попытки построения левых альянсов
Являясь более открытой к «новым левым», Рабочая партия Венгрии 2006 попыталась создать «красно-зелёную коалицию» с экологистами (партия «Зелёные демократы» Дьёрдя Дроппы) и феминистками («Европейская феминистическая инициатива за другую Европу» Андреи Алфёльди), войдя 28 февраля 2009 года в Зелёную левую партию (Zöld Baloldal Párt), которую возглавил бывший диссидент и ведущий левый интеллектуал страны Гашпар Миклош Тамаш. Помимо антикапиталистической и социалистической, новая сила также должна была иметь экологическую, феминистическую и антирасистскую направленность.
«Зелёным левым» удалось собрать 20 000 необходимых подписей для участия в выборах в Европарламент, однако бюрократические препятствия помешали зарегистрировать их как субъект избирательного процесса, хотя в их поддержку высказались сразу два общеевропейских партийных объединения (собственно Партия европейских левых и Европейская партия зелёных). К тому же, появилась куда более успешная новая зелёная партия — «Политика может быть другой».
Затем Рабочая партия Венгрии 2006 пыталась кооперироваться с ещё одной мелкой радикальной левой политической силой, возникшей в 2014 году — Левой партией (A BAL — Balpárt); в 2016 году они объявили, что будут сотрудничать на парламентских выборах 2018 года, но в итоге в них не участвовали.